# Tridentifrons insularis
Tridentifrons insularis är en fjärilsart som beskrevs av W. Warren 1912. Tridentifrons insularis ingår i släktet Tridentifrons och familjen nattflyn. Inga underarter finns listade i Catalogue of Life.